# ماياجويز
ماياجويز هي بلدية في بورتوريكو، في الولايات المتحدة، بلغ عدد سكانها 79,510  نسمة وذلك حسب إحصائيات سنة 2015، تبلغ مساحتها 59.966393 كيلومتر مربع، رمزها البريدي هو 00680–00682.

## الموقع
تشترك في الحدود مع:
- Añasco, Puerto Rico [الإنجليزية]‏
- كابو روخو.

## المناخ
يظهر الجدول التالي التغييرات المناخية على مدار السنة لماياجويز:
| البيانات المناخية لـماياجويز      | البيانات المناخية لـماياجويز | البيانات المناخية لـماياجويز | البيانات المناخية لـماياجويز | البيانات المناخية لـماياجويز | البيانات المناخية لـماياجويز | البيانات المناخية لـماياجويز | البيانات المناخية لـماياجويز | البيانات المناخية لـماياجويز | البيانات المناخية لـماياجويز | البيانات المناخية لـماياجويز | البيانات المناخية لـماياجويز | البيانات المناخية لـماياجويز | البيانات المناخية لـماياجويز |
| الشهر                             | يناير                        | فبراير                       | مارس                         | أبريل                        | مايو                         | يونيو                        | يوليو                        | أغسطس                        | سبتمبر                       | أكتوبر                       | نوفمبر                       | ديسمبر                       | المعدل السنوي                |
| --------------------------------- | ---------------------------- | ---------------------------- | ---------------------------- | ---------------------------- | ---------------------------- | ---------------------------- | ---------------------------- | ---------------------------- | ---------------------------- | ---------------------------- | ---------------------------- | ---------------------------- | ---------------------------- |
| الدرجة القصوى °ف (°م)             | 95 (35)                      | 96 (36)                      | 97 (36)                      | 98 (37)                      | 98 (37)                      | 98 (37)                      | 99 (37)                      | 99 (37)                      | 101 (38)                     | 100 (38)                     | 98 (37)                      | 97 (36)                      | 101 (38)                     |
| متوسط درجة الحرارة الكبرى °ف (°م) | 84 (29)                      | 86 (30)                      | 87 (31)                      | 88 (31)                      | 89 (32)                      | 91 (33)                      | 91 (33)                      | 92 (33)                      | 91 (33)                      | 90 (32)                      | 89 (32)                      | 86 (30)                      | 89 (32)                      |
| متوسط درجة الحرارة الصغرى °ف (°م) | 64 (18)                      | 64 (18)                      | 66 (19)                      | 68 (20)                      | 70 (21)                      | 73 (23)                      | 75 (24)                      | 76 (24)                      | 76 (24)                      | 73 (23)                      | 70 (21)                      | 67 (19)                      | 70 (21)                      |
| أدنى درجة حرارة °ف (°م)           | 51 (11)                      | 43 (6)                       | 50 (10)                      | 57 (14)                      | 57 (14)                      | 60 (16)                      | 65 (18)                      | 67 (19)                      | 61 (16)                      | 61 (16)                      | 47 (8)                       | 50 (10)                      | 43 (6)                       |
| الهطول إنش (مم)                   | 1.1 (28)                     | 2.0 (52)                     | 1.5 (39)                     | 4.8 (123)                    | 10.7 (271)                   | 5.2 (131)                    | 6.6 (168)                    | 11.8 (299)                   | 12.6 (321)                   | 7.4 (189)                    | 7.8 (198)                    | 4.8 (123)                    | 67.4 (1٬713)                 |
| المصدر: The Weather Channel       |                              |                              |                              |                              |                              |                              |                              |                              |                              |                              |                              |                              |                              |

## أعلام
- أوسكار غارسيا ريفيرا
- ميلتون كاردونا
- رافاييل كونتي
- خوسيه إي. سيرانو
- خوسيه خوان باريا
- خوان ريوس
- خورخي آلبرتي
- أرماندو ريسكو